# Departamento Santa Rosa (Catamarca)
Santa Rosa es un departamento en la provincia de Catamarca en Argentina. El departamento tiene 1424 km².
Su centro político es Bañado de Ovanta; pero su centro económico de mayor importancia es la localidad de Los Altos; en el que se constituyen los principales servicios; y del cual dependen orgánicamente otras poblaciones. Los límites políticos de este Departamento están dados al Norte por la localidad de Los Acostas, Las Jarillas, hasta Casa Santa; mientras que por el Sur el límite está dado por la divisoria con el Departamento El Alto; por el Este, la línea férrea determina la separación con Santiago del Estero, mientras que por el Oeste, el límite se da por el Río San Francisco, hasta la localidad de Huacra, pasa por Sumampa y termina en el punto denominado La Capellanía.
Administrativamente se divide en 7 distritos:  Bañado de Ovanta, Puerta Grande, Los Altos, San Pedro, Manantiales, Las Cañas y Cortadera.

## Demografía
Contó con 13 322 habitantes (Indec, 2022), lo que representó un incremento del 10.7% frente a los 12 034 habitantes (Indec, 2010) del censo anterior.La cifra ubicó al departamento como el segundo que menos creció de Catamarca.
| Gráfica de evolución demográfica de Departamento Santa Rosa entre 1991 y 2022 |
|                                                                               |
| Fuente: Censos nacionales del INDEC                                           |

## Hidrografía y orografía
Hidrográficamente, el río Manantiales es el más importante por cuanto permite aportes interesantes. Merece un tratamiento aparte la presa de Sumampa, que permite el desarrollo de la localidad de Los Altos y su entorno, y el que constituye el principal centro de producción agrícola de este departamento.
Desde el punto de vista orográfico, el borde occidental del departamento se encuentra enmarcado por una formación denominada Sierras de la Viña, incluidas dentro de las Sierras Pampeanas, y las que pertenecen a épocas precámbricas,  que datan de hace unos 4500 millones de años. Estas estructuras se encuentran recubiertas por materiales cuaternarios los que datan de hace unos 60 millones de años a la actualidad.

## Localidades y parajes
| Localidades                                                                                               | Parajes |
| - Alijilán - Bañado de Ovanta - Las Cañas - Lavalle - Los Altos - Manantiales - Monte Redondo - San Pedro | - Amaucala - Ampolla - Buena Vista - Casa Santa - Colonia Alijilan - Cortaderas - Cuchinoque - Dos Pocitos - El Abra - El Empalme - El Potrero - El Quebrachal - El Quebrachito - El Retiro - El Rodeíto - El Talarcito - Formosa - La Abroncha - La Bajada - La Cañada - La Carpintería - La Porfía - La Rita - La Tusca - Las Higueritas - Las Tunas - Los Bastidores - Los Molles - Los Ortices - Los Troncos - Ojo de Agua - Ovanta - Palermo - Potropiana - Pozo de Abajo - Puerta Grande - Puesto del Medio - Puesto El 24 - Puesto La Cruz - Puesto Los Carrizos - Puesto Ruminoque - Quebrachos Blancos - Salauca - San Francisco - San Nicolás - San Ramón - Sumampa - Tascana |

## Economía
La agricultura y la ganadería son las principales actividades económicas de esta jurisdicción, a esto se le agrega una importante producción citrícola, tabacalera, forrajera y hortícola.

La localidad de San Pedro, situada al este del departamento, constituye el polo agrícola por excelencia de Santa Rosa debido a la gran cantidad de silos para el acopio de granos y las líneas de ferrocarril que facilitan el transporte de los mismos.

## Sismicidad
La sismicidad de la región de Catamarca es frecuente y de intensidad baja, y un silencio sísmico de terremotos medios a graves cada 30 años en áreas aleatorias. Sus últimas expresiones se produjeron:
- 21 de marzo de 1892 (133 años), a las 1.45 UTC-3 con 6,0 Richter; como en toda localidad sísmica, aún con un silencio sísmico corto, se olvida la historia de otros movimientos sísmicos regionales (terremoto de Recreo de 1892)
- 21 de octubre de 1966 (58 años), a las 12.39 UTC-3 con 5,0 Richter
- 3 de noviembre de 1973 (51 años), a las 14.17 UTC-3 con 5,8 Richter: además de la gravedad física del fenómeno se unió el olvido de la población a estos eventos recurrentes
- 7 de septiembre de 2004 (20 años), a las 8.53 UTC-3, con una magnitud aproximadamente de 6,5 en la escala de Richter (terremoto de Catamarca de 2004)[11]